# Přidělenec
Přidělenec, také attaché, (z franc. attacher = připoutat, pověřit něčím, přidělit) a česky neformálně atašé, je nejnižší diplomatická hodnost na zastupitelském úřadu.
Tato hodnost se nesmí zaměňovat s funkcí atašé (přidělence), který je na zahraničním zastupitelství své země pověřen funkcí poradce a pomocníka pro zvláštní odborné úlohy, např. kulturní, vojenský, námořní nebo obchodní atašé. Takový atašé současně může někdy reprezentovat ministerstvo zahraničních věcí a rezortní ministerstvo (kultury, obrany atd.) svého státu.